# Condado de Glasscock
O condado de Glasscock é um dos 254 condados do estado americano do Texas. A sede do condado é Garden City, e sua maior cidade é Garden City.
O condado possui uma área de 2 333 km² (dos quais 0 km² estão cobertos por água), uma população de 1 406 habitantes, e uma densidade populacional de 0,6 hab/km² (segundo o censo nacional de 2000).
O condado foi fundado em 1887.